# Serra de Catllaràs
La Serra de Catllaràs (en catalan : Serra de Catllaràs) est un site d'importance communautaire situé dans la province de Barcelone, Catalogne, Espagne. Il est situé entre les villes de Guardiola de Berguedà i Ripoll, dans le catalan pré-Pyrénéen et couvre une superficie de 6 130,45 ha
Ce massif a été déclaré en 1992 zone d'intérêt naturel, étant inclus pour cette raison et compte tenu de sa grande valeur écologique, dans le Plan d'Espaces d'Intérêt Naturel (PEIN) de la Catalogne, et fait partie du réseau Natura 2000.

## Rasos de Tubau
Rasos de Tubau est le nom donné à la plus orientale du territoire de la Serra de Catllaràs et une partie de la tête de la Riera de Merles, dans les limites de les comarques de la Catalogne de Berguedá et Ripollès.

## Galerie

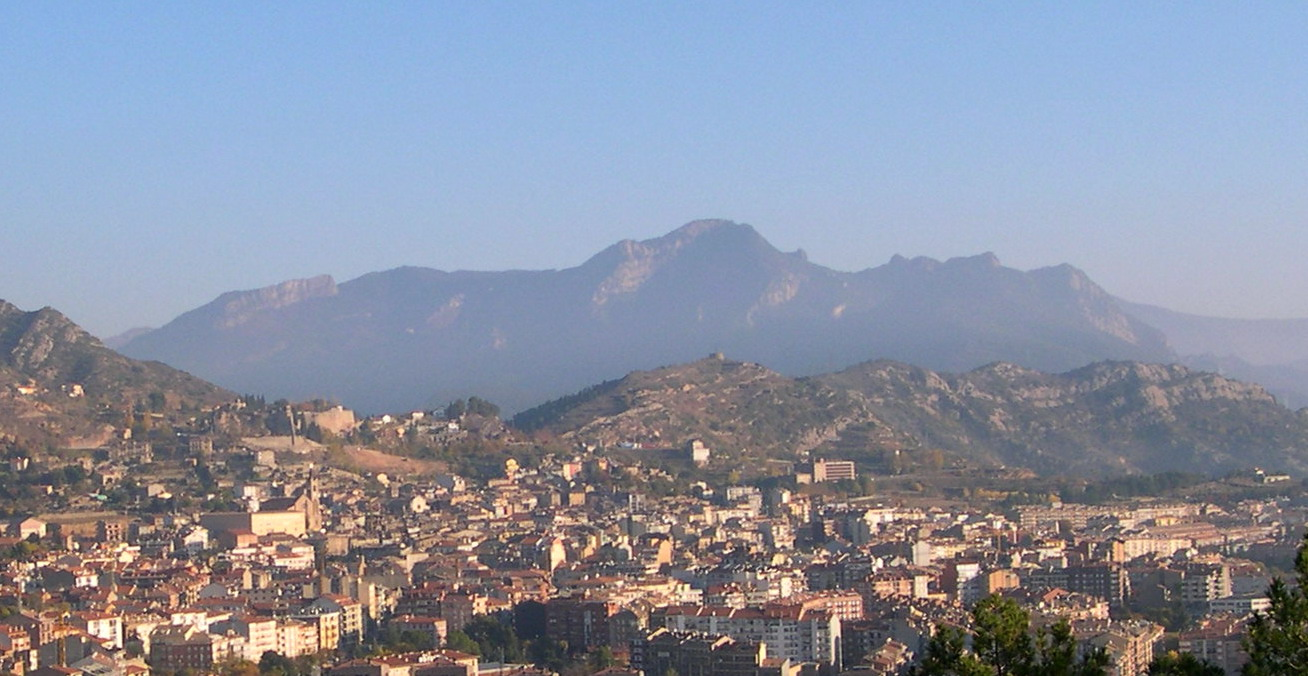
Berga et Catllaràs.
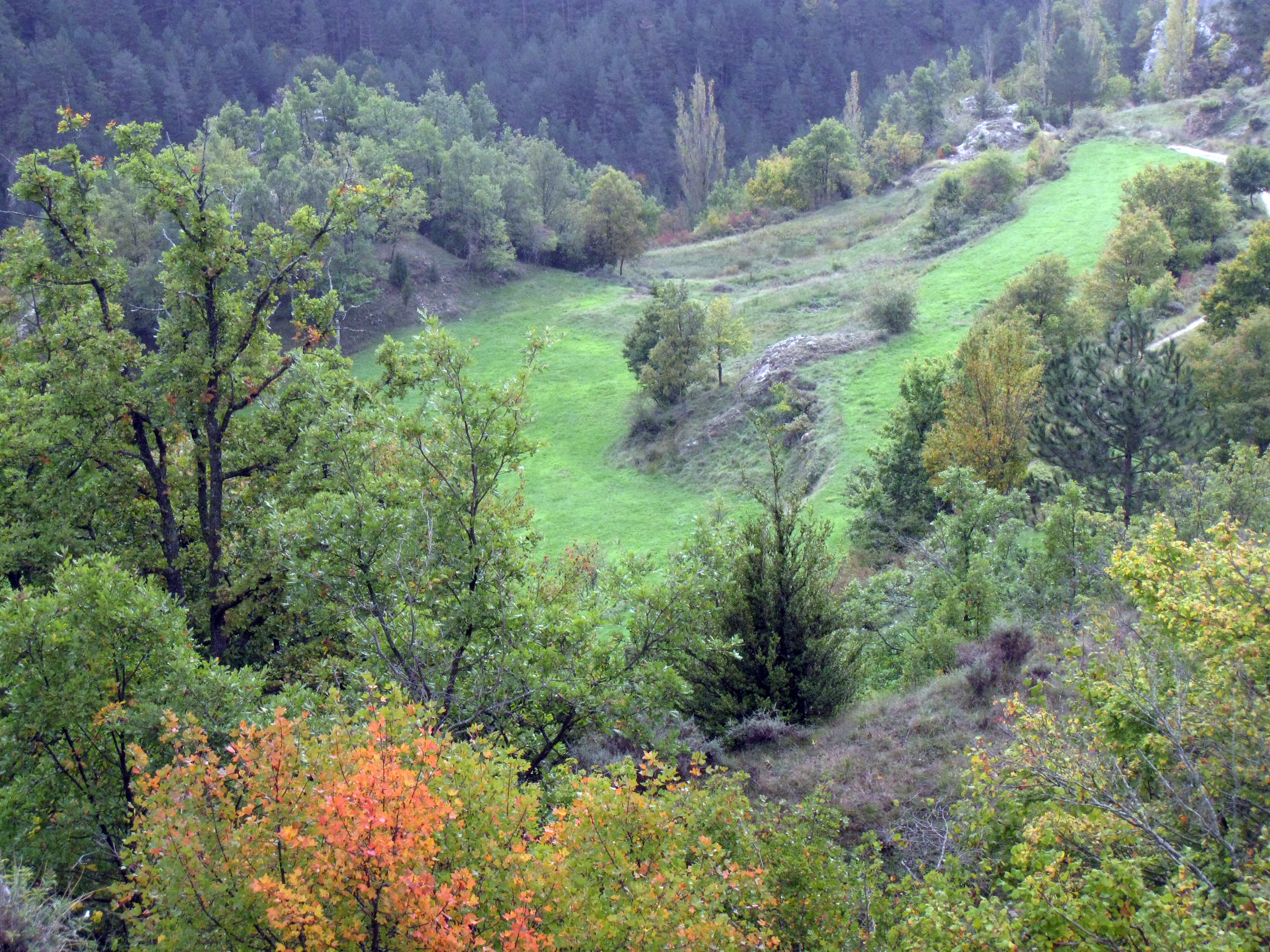
Vallée Junyent dans la Serra de Catllaràs.
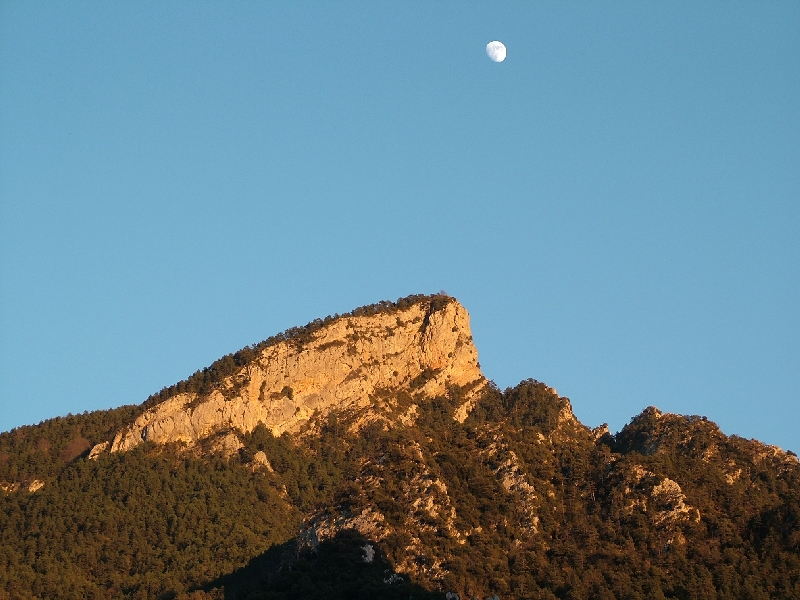
Le «Sobrepuny» dans la Serra de Catllaràs